# Cacomorphocerus cerambyx
Cacomorphocerus cerambyx is een keversoort uit de familie soldaatjes (Cantharidae). De wetenschappelijke naam van de soort werd in 1892 gepubliceerd door Ludwig Wilhelm Schaufuss.